# 上肥镇
上肥镇，是中华人民共和国辽宁省铁岭市开原市下辖的一个乡镇级行政单位。1956年为上肥地乡，1962年为上肥地公社，1984年设上肥地满族乡，2012年1月撤销上肥地满族乡设上肥镇。

## 行政区划
上肥镇下辖以下地区：
上肥地村、关山村、东升村、盘岭沟村、挠贝村、三合沟村、付庄子村、杨树村、宝山村、代庄子村和付家堡村。